# Haemaphysalis darjeeling
Haemaphysalis darjeeling este o specie de căpușe din genul Haemaphysalis, familia Ixodidae, descrisă de Harry Hoogstraal ug Dhanda în anul 1970. Conform Catalogue of Life specia Haemaphysalis darjeeling nu are subspecii cunoscute.